# 中之条駅
中之条駅（なかのじょうえき）は、群馬県吾妻郡中之条町大字伊勢町にある、東日本旅客鉄道（JR東日本）吾妻線の駅である。

## 概要
中之条町中心部に位置し、四万温泉、沢渡温泉への玄関口ともなっており、特急「草津・四万」の全列車が停車する。また、「四万・沢渡温泉口」という副駅名が付与されており、車内放送で案内されることがある。
吾妻線の中間拠点駅であり、吾妻線で運休を伴う保線工事等が行われる際には、渋川駅 - 当駅間・当駅 - 大前駅間で区切られる。運休区間は代行バスが運転される。また、当駅の3番線の脇には保守用のレールがストックされている。

## 歴史
- 1945年（昭和20年）
  - 1月2日：運輸通信省の中之条信号場として開設[2]。
  - 8月5日：中之条駅に昇格[1][2]。
- 1980年（昭和55年）10月1日：貨物取扱廃止[2]。
- 1984年（昭和59年）2月1日：荷物扱い廃止[2]。
- 1986年（昭和61年）12月24日：みどりの窓口開設[3]。
- 1987年（昭和62年）4月1日：国鉄分割民営化に伴い、東日本旅客鉄道（JR東日本）の駅となる[2]。
- 2006年（平成18年）3月7日：みどりの窓口を廃止、「もしもし券売機Kaeruくん」を設置[4]。
- 2012年（平成24年）2月15日：「もしもし券売機Kaeruくん」営業終了[5]。
- 2014年（平成26年）10月1日：東京近郊区間に編入され、ICカード「Suica」が利用可能となる[6]。
- 2019年（平成31年）4月1日：駅構内に障がい者就労支援店舗「ボンボヤージュ」が開業[7]。

吾妻線・上越線開通以前の1912年（明治45年）より、この地には渋川から馬車鉄道の吾妻温泉馬車軌道が存在しており、同線は吾妻軌道・群馬電力・東京電力・東京電燈と経営母体が変わりながら、1920年（大正9年）には電化されて路面電車となり、上越線開業後の1933年（昭和8年）まで運行された。吾妻軌道を参照のこと。

## 駅構造
単式ホーム1面1線と島式ホーム1面2線、計2面3線を有する地上駅。互いのホームはエレベーターを備えた跨線橋で連絡している。
直営駅（駅長配置）であり、管理駅として小野上駅 - 岩島駅間の各駅を管理する。改札には簡易Suica改札機を設置している。2006年にみどりの窓口が廃止され、その代替として「もしもし券売機Kaeruくん」が設置されたが、2012年2月15日限りで営業終了し撤去された。現在は指定席券売機が設置されている。駅構内には2019年4月1日より、JR東日本高崎支社管内では初となる障がい者就労支援の店舗「ボンボヤージュ」がオープンしている。
当駅では毎年秋になると上り側1番線ホームに干し柿が吊される。地元住民が柿を提供し、駅員が協力して渋柿の皮をむいて吊す。このサービスは2001年（平成13年）秋から始まり、柿の渋が抜けて甘くなると特急「草津・四万」の利用客に無料で振る舞われる。また、夏には風鈴が吊され、当駅の夏と秋の風物詩となっている。

### のりば
| 番線 | 路線    | 方向 | 行先                               | 備考                |
| ---- | ------- | ---- | ---------------------------------- | ------------------- |
| 1    | ■吾妻線 | 上り | 渋川・高崎・上野方面               |                     |
| 2・3 | ■吾妻線 | 下り | 川原湯温泉・長野原草津口・大前方面 | 3番線は一部列車のみ |

（出典：JR東日本:駅構内図）

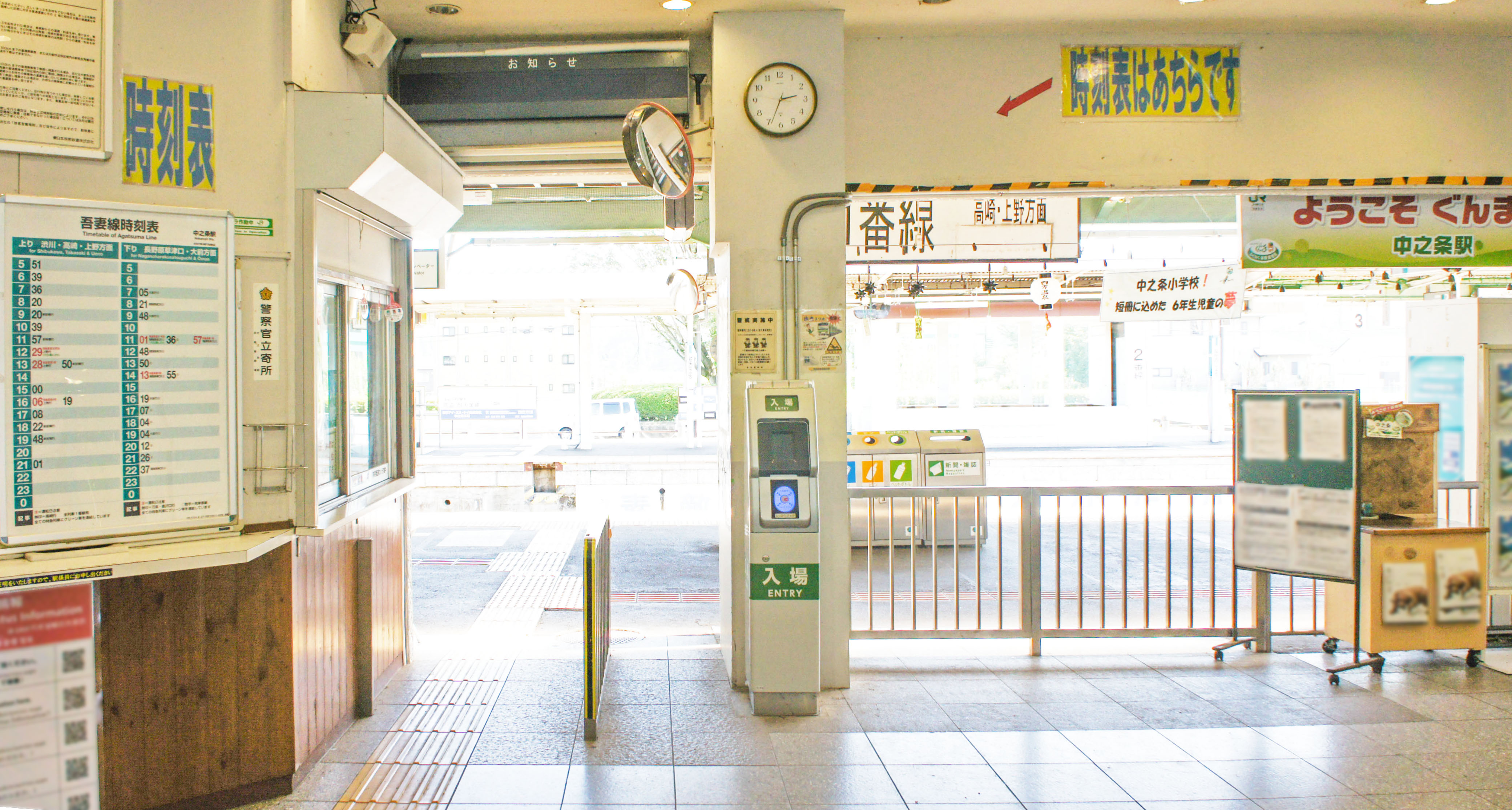
改札口（2021年7月）
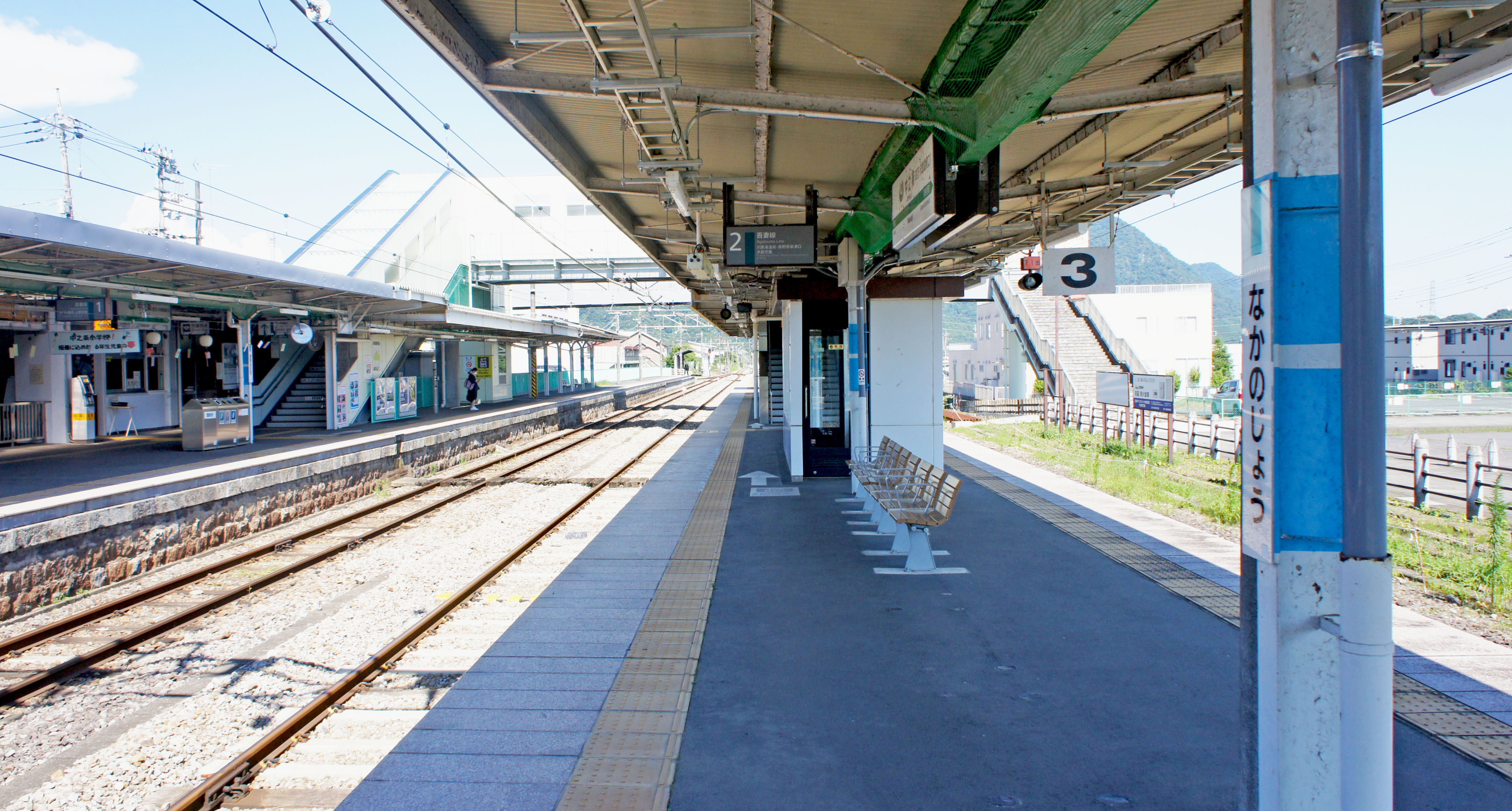
ホーム（2021年7月）
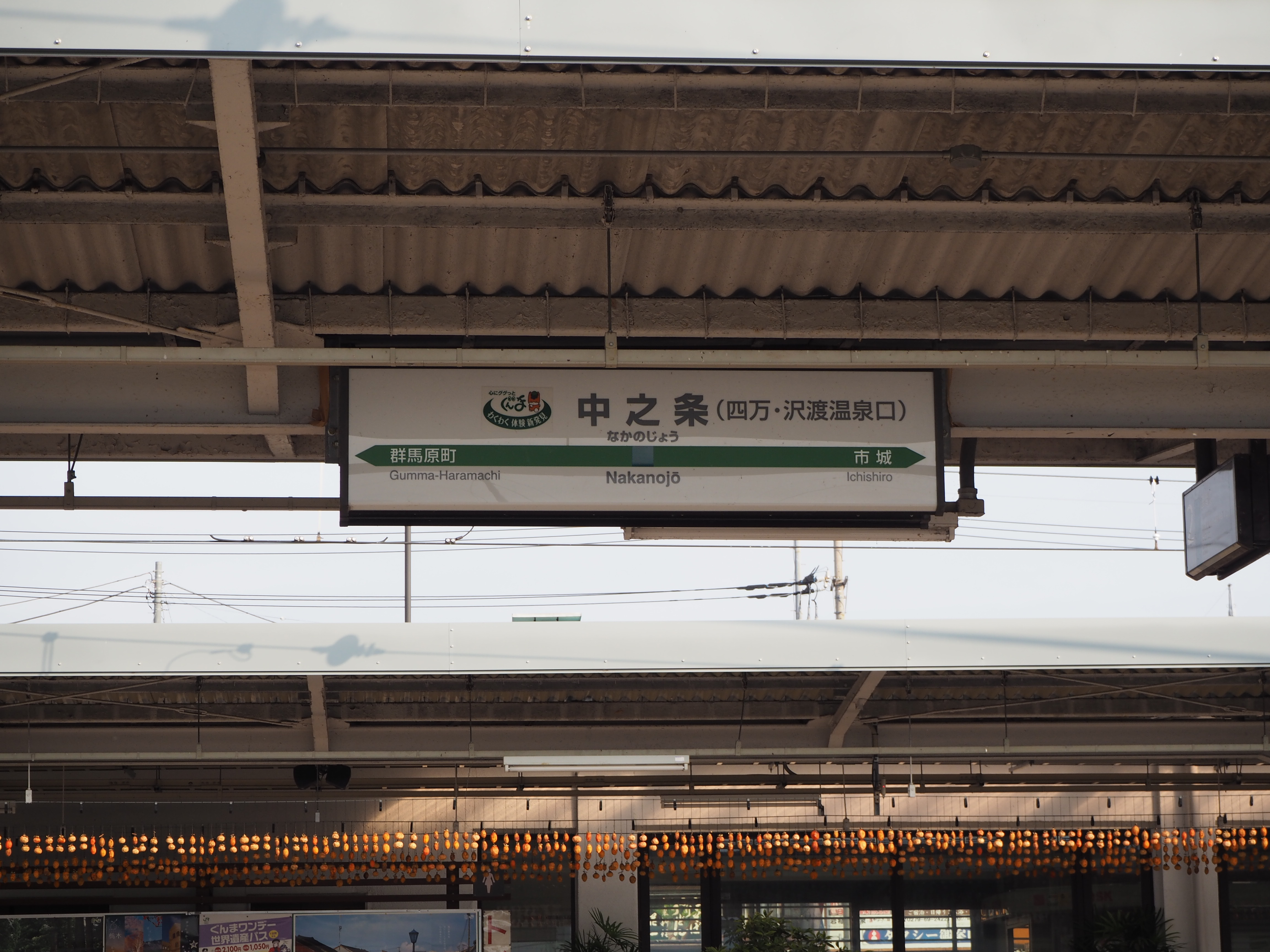
駅名標と1番ホーム屋根に吊るした干し柿（2015年11月）

## 利用状況
JR東日本によると、2023年度（令和5年度）の1日平均乗車人員は807人である。
2000年度（平成12年度）以降の推移は以下の通り。
| 乗車人員推移       | 乗車人員推移     | 乗車人員推移    |
| 年度               | 1日平均 乗車人員 | 出典            |
| ------------------ | ---------------- | --------------- |
| 2000年（平成12年） | 1,418            | [ 利用客数 2 ]  |
| 2001年（平成13年） | 1,387            | [ 利用客数 3 ]  |
| 2002年（平成14年） | 1,311            | [ 利用客数 4 ]  |
| 2003年（平成15年） | 1,316            | [ 利用客数 5 ]  |
| 2004年（平成16年） | 1,224            | [ 利用客数 6 ]  |
| 2005年（平成17年） | 1,223            | [ 利用客数 7 ]  |
| 2006年（平成18年） | 1,230            | [ 利用客数 8 ]  |
| 2007年（平成19年） | 1,184            | [ 利用客数 9 ]  |
| 2008年（平成20年） | 1,124            | [ 利用客数 10 ] |
| 2009年（平成21年） | 1,054            | [ 利用客数 11 ] |
| 2010年（平成22年） | 1,042            | [ 利用客数 12 ] |
| 2011年（平成23年） | 1,002            | [ 利用客数 13 ] |
| 2012年（平成24年） | 1,024            | [ 利用客数 14 ] |
| 2013年（平成25年） | 987              | [ 利用客数 15 ] |
| 2014年（平成26年） | 937              | [ 利用客数 16 ] |
| 2015年（平成27年） | 966              | [ 利用客数 17 ] |
| 2016年（平成28年） | 939              | [ 利用客数 18 ] |
| 2017年（平成29年） | 915              | [ 利用客数 19 ] |
| 2018年（平成30年） | 1,039            | [ 利用客数 20 ] |
| 2019年（令和元年） | 971              | [ 利用客数 21 ] |
| 2020年（令和02年） | 706              | [ 利用客数 22 ] |
| 2021年（令和03年） | 760              | [ 利用客数 23 ] |
| 2022年（令和04年） | 792              | [ 利用客数 24 ] |
| 2023年（令和05年） | 807              | [ 利用客数 1 ]  |

## 駅周辺
- 国道145号
- 国道353号
- 群馬県道236号中之条停車場線
- 中之条簡易裁判所・前橋家庭裁判所中之条出張所
- 前橋地方法務局中之条支局
- 中之条合同庁舎
  - 群馬県吾妻行政県税事務所
  - 群馬県吾妻教育事務所
  - 群馬県吾妻環境森林事務所
  - 群馬県吾妻農業事務所
- 群馬県中之条土木事務所
- 中之条町役場
- 中之条郵便局
- 群馬県立吾妻中央高等学校
- 中之条町立中之条小学校
- 関越交通吾妻営業所
- ツインプラザ - 総合施設。小渕恵三元首相（中之条町出身）の銅像がある。

温泉地
- 四万温泉 - 関越交通バスで40分。
- 沢渡温泉 - 関越交通バスで20分。

## バス路線
中之条駅
- 1番のりば
  - 関越交通
    - 四万温泉
- 2番のりば
  - 関越交通
    - 沢渡
- 番号なし
  - たかやまバス
    - 中山本宿 / 原町ベイシア

中之条駅入口
- 関越交通
  - 四万温泉号：東雲車庫
- 関越交通・関東バス
  - 吉祥寺 - 草津温泉線[9]：吉祥寺駅北口

中之条駅南
- JRバス関東・秩父鉄道観光バス
  - 上州ゆめぐり号：バスタ新宿（新宿駅新南口）・東京駅日本橋口
  - 東京ゆめぐり号：東京駅日本橋口・上野駅（入谷口）

## 隣の駅
東日本旅客鉄道（JR東日本）
- 特急「草津・四万」停車駅

■吾妻線
市城駅 - 中之条駅 - 群馬原町駅

### 記事本文
1. 1 2 3 4 5  『週刊 JR全駅・全車両基地』 12号 大宮駅・野辺山駅・川原湯温泉駅ほか、朝日新聞出版〈週刊朝日百科〉、2012年10月28日、24頁。
2. 1 2 3 4 5 6  石野哲（編）『停車場変遷大事典 国鉄・JR編 Ⅱ』（初版）JTB、1998年10月1日、456頁。ISBN 978-4-533-02980-6。
3. ↑  『高鉄局、管内７駅にみどりの窓口新設』昭和61年12月24日日本経済新聞地方経済面北関東
4. ↑  “JR高崎支社 14駅に新型券売機”. 交通新聞 (交通新聞社):  p. 1. (2006年3月17日)
5. ↑  “Kaeruくんが指定席券売機に変更になります。券売機変更のお知らせ” (PDF).   東日本旅客鉄道高崎支社. 2014年4月10日時点のオリジナルよりアーカイブ。2020年6月30日閲覧。
6. ↑  『吾妻線にSuicaの一部サービスをご利用いただける駅が増えます』（PDF）（プレスリリース）東日本旅客鉄道、2014年5月26日。オリジナルの2019年6月29日時点におけるアーカイブ。2020年5月24日閲覧。
7. 1 2  『障がい者就労支援店舗「ボンボヤージュ」 JR中之条駅構内に4月1日（月）オープン!』（PDF）（プレスリリース）特定非営利活動法人吾妻の福祉を推進する会、東日本旅客鉄道高崎支社、ジェイアール東日本都市開発高崎支店、2019年3月25日。オリジナルの2020年5月24日時点におけるアーカイブ。2020年5月24日閲覧。
8. 1 2  “駅構内図（中之条駅）”.   東日本旅客鉄道. 2019年11月24日閲覧。
9. ↑  『2023年11月20日から、「吉祥寺～草津温泉線」を運行します！』（プレスリリース）関越交通、関東バス、2023年11月7日。2025年2月26日閲覧。

### 利用状況
1. 1 2  “各駅の乗車人員（2023年度）”.   東日本旅客鉄道. 2024年7月21日閲覧。
2. ↑  “各駅の乗車人員（2000年度）”.   東日本旅客鉄道. 2019年4月11日閲覧。
3. ↑  “各駅の乗車人員（2001年度）”.   東日本旅客鉄道. 2019年4月11日閲覧。
4. ↑  “各駅の乗車人員（2002年度）”.   東日本旅客鉄道. 2019年4月11日閲覧。
5. ↑  “各駅の乗車人員（2003年度）”.   東日本旅客鉄道. 2019年4月11日閲覧。
6. ↑  “各駅の乗車人員（2004年度）”.   東日本旅客鉄道. 2019年4月11日閲覧。
7. ↑  “各駅の乗車人員（2005年度）”.   東日本旅客鉄道. 2019年4月11日閲覧。
8. ↑  “各駅の乗車人員（2006年度）”.   東日本旅客鉄道. 2019年4月11日閲覧。
9. ↑  “各駅の乗車人員（2007年度）”.   東日本旅客鉄道. 2019年4月11日閲覧。
10. ↑  “各駅の乗車人員（2008年度）”.   東日本旅客鉄道. 2019年4月11日閲覧。
11. ↑  “各駅の乗車人員（2009年度）”.   東日本旅客鉄道. 2019年4月11日閲覧。
12. ↑  “各駅の乗車人員（2010年度）”.   東日本旅客鉄道. 2019年4月11日閲覧。
13. ↑  “各駅の乗車人員（2011年度）”.   東日本旅客鉄道. 2019年4月11日閲覧。
14. ↑  “各駅の乗車人員（2012年度）”.   東日本旅客鉄道. 2019年4月11日閲覧。
15. ↑  “各駅の乗車人員（2013年度）”.   東日本旅客鉄道. 2019年4月11日閲覧。
16. ↑  “各駅の乗車人員（2014年度）”.   東日本旅客鉄道. 2019年4月11日閲覧。
17. ↑  “各駅の乗車人員（2015年度）”.   東日本旅客鉄道. 2019年4月11日閲覧。
18. ↑  “各駅の乗車人員（2016年度）”.   東日本旅客鉄道. 2019年4月11日閲覧。
19. ↑  “各駅の乗車人員（2017年度）”.   東日本旅客鉄道. 2019年4月11日閲覧。
20. ↑  “各駅の乗車人員（2018年度）”.   東日本旅客鉄道. 2019年7月17日閲覧。
21. ↑  “各駅の乗車人員（2019年度）”.   東日本旅客鉄道. 2020年7月18日閲覧。
22. ↑  “各駅の乗車人員（2020年度）”.   東日本旅客鉄道. 2021年7月28日閲覧。
23. ↑  “各駅の乗車人員（2021年度）”.   東日本旅客鉄道. 2022年8月12日閲覧。
24. ↑  “各駅の乗車人員（2022年度）”.   東日本旅客鉄道. 2023年7月10日閲覧。